# Partita di donna
Il nome partita di donna si riferisce a tutte le aperture scacchistiche che hanno come prima mossa del bianco:
1. d4

Tale apertura risulta essere la seconda più popolare tra le  venti possibili prime mosse del bianco. Dato che quasi tutte le aperture originate da tale mossa vengono indicate da un nome specifico, questa terminologia viene spesso usata per descrivere le partite che si aprono con:
1. d4 d5

e nelle quali il bianco non prosegue con la spinta del pedone in c4. Anche alcune di queste aperture hanno comunque un nome specifico, ad esempio sistema Trompowsky, attacco Torre, attacco Stonewall, attacco Richter-Veresov e sistema Colle.
La partita di donna viene ulteriormente classificata in base alla risposta del nero in:
- aperture di gioco chiuso: 1…d5
- aperture di gioco semichiuso: diversa da 1…d5

## Storia
Nel XIX secolo e all'inizio del XX secolo, 1.e4 era largamente la mossa di apertura più comune del bianco, mentre le altre aperture originate da 1.d4 erano in qualche modo considerate inusuali e quindi classificate tutte come "partita di donna".
Quando le continuazioni di 1.d4 cominciarono ad essere esplorate, la più praticata fu il "gambetto di donna", più giocata di tutte le altre combinazioni messe assieme. Il nome "partita di donna" passò quindi a definire tutte le continuazioni diverse dal gambetto di donna. Quando poi divennero popolari i vari impianti delle "difese indiane" (come la difesa est-indiana, la difesa nimzo-indiana e la difesa ovest-indiana) il termine venne usato in maniera ancora più ristretta.
L'Enciclopedia delle aperture scacchistiche classifica la partita di donna in senso generale nei volumi D, E e nel volume A con i codici da A40 ad A99. Le varianti attualmente riferite come "partita di pedone di donna", caratterizzate da (1.d4 d5) vengono classificate da D00 a D05.

## Continuazioni
- 1…f5: difesa olandese
- 1…g6: difesa moderna
- 1…b5: difesa polacca
- 1…d5: apertura di gioco chiuso
- 1…Cf6: difese indiane